# Schandelah
Schandelah ist ein Dorf in Niedersachsen, 15 km östlich von Braunschweig gelegen. Schandelah gehört zur Gemeinde Cremlingen im Landkreis Wolfenbüttel und hat etwa 2300 Einwohner, einen Bahnhof, einen Kindergarten, eine Grundschule und einen Sportverein.

## Geographie
Das Gemeindegebiet liegt im Übergang zwischen Norddeutschem Tiefland und mitteldeutschem Bergland im Naturraum des Ostbraunschweigischen Flachlands, genauer im Schunterwinkel, nahe dem Elm. Der Ort liegt am Sandbach, einem Zufluss zur Schunter.

### Geopunkt Jurameer Schandelah
Nordöstlich von Schandelah befindet sich in einem ehemaligen Ölschiefersteinbruch, der Mergelkuhle ⊙, der Geopunkt Jurameer Schandelah ⊙ als naturhistorischer Forschungs- und Erlebnisort. Das Gebiet bei Schandelah zählt zu den wenigen Orten in Niedersachsen, an denen die Überreste der im frühen Toarcium abgelagerten Sedimente des Jurameeres (eines Nebenmeeres der Neotethys) in versteinerter Form im Posidonienschiefer (Ölschiefer) des (Norddeutschen) Lias (beziehungsweise des Norddeutschen Jura) dicht unter der Erdoberfläche liegen.
Auf dem Gelände des Geopunktes finden seit dem Spätsommer des Jahres 2014 paläontologische Ausgrabungen statt, die unter der wissenschaftlichen Leitung des Naturhistorischen Museums Braunschweig in Zusammenarbeit mit der in Braunschweig ansässigen Dr. Scheller Stiftung und dem Geopark Harz – Braunschweiger Land – Ostfalen durchgeführt werden. Am 4. Juni 2015 wurde der Fund eines im Mai desselben Jahres entdeckten, etwa zwei Meter langen Fossils eines Ichthyosauriers in etwa 180 Millionen Jahre alten Schichten des Posidonienschiefers (Ölschiefers) öffentlich bekannt gegeben. Ein weiteres, etwa drei Meter langes Fossil eines Ichthyosauriers in seltener Rückenlage wurde im Juni 2016 gefunden.
Die Ablagerung der diesen Posidonienschiefer bildenden Sedimente erfolgte über einen Zeitraum von etwa 2,3 Millionen bis 3,2 Millionen Jahren, begann frühestens etwa 183,6 Millionen, spätestens 182,0 Millionen Jahre vor heute und endete frühestens etwa 181,3 Millionen, spätestens 175,7 Millionen Jahre vor heute.
Bereits Jahre vor den zuvor beschriebenen, 2014 begonnenen Ausgrabungen in der Mergelkuhle, wurde in einem Grabungsfeld in Schandelah ein Ichthyosaurier-Fossil  gefunden und illegal ausgegraben.

## Geschichte

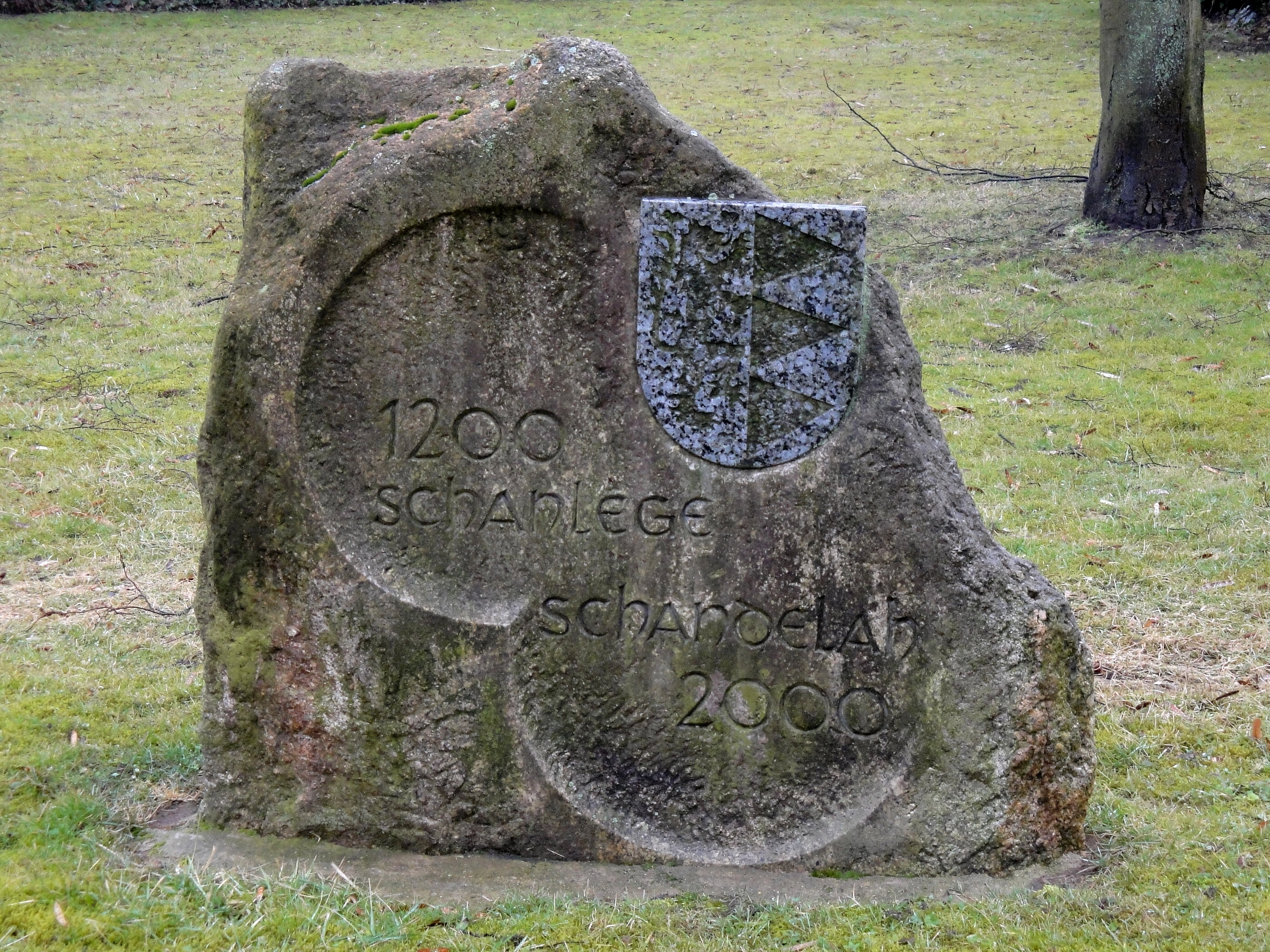
Gedenkstein in Schandelah

Um 1200 wurde Schandelah als Schanlege erstmals urkundlich erwähnt.
Schandelah erlangte zunächst als Sitz der „Gografschaft Schandelah im Amte Campen“ Bedeutung. In einer Urkunde von 1346 wird Schandelah neben anderen Orten zum „Zubehör“ der bei Flechtorf gelegenen Burg Campen erwähnt.
Im Konzentrationslager Schandelah, ein Außenlager des KZ Neuengamme im Ortsteil Wohld, wurde vom 8. Mai 1944 bis zum 12. April 1945 Ölschiefergestein als Grundlage für die Benzinherstellung abgebaut.
Am 1. März 1974 wurde Schandelah in die Gemeinde Cremlingen eingegliedert. Von 2004 bis 2022 wurden hier drei neue Baugebiete erschlossen.

## Politik

### Ortsrat
Der Ortsrat, der Schandelah vertritt, setzt sich aus neun Mitgliedern zusammen. Die Ratsmitglieder werden durch eine Kommunalwahl für jeweils fünf Jahre gewählt.

Bei der Kommunalwahl 2021 ergab sich folgende Sitzverteilung:
| Ortsrat 2021Insgesamt 9 Sitze - SPD: 4 - Grüne: 1 - CDU: 4 |

Ortsbürgermeister ist Daniel Bauschke (SPD). Er ist seit der konstituierenden Sitzung des Ortrates am 11. November 2021 im Amt.

### Wappen
| | Blasonierung: „Im gespaltenen Schild vorn in Blau im mit roten Herzen bestreutem Feld ein links gewandter rotbewehrter und -gezungter goldener Löwe, hinten in Blau am Spalt drei linke goldene Spitzen.“ |
| Wappenbegründung: Das vordere Wappenfeld zeigt das Wappen der lüneburgischen Linie der Welfen. Schandelah gehörte bis 1512 zum Haus Braunschweig-Lüneburg und kam anlässlich einer Erbteilung an die wolfenbüttelsche Linie. In der Ortsgeschichte spielten die Herren von Scanlesche, die später in Braunschweig nachzuweisen sind, eine Rolle. Ihr Schild enthielt in Rot drei schräge silberne Spitzen. Im Wappen tauchen sie etwas abgewandelt und farblich verändert wieder auf, und zwar so, dass die Hauptfarben des Schildes die braunschweigischen Landesfarben Blau-Gold ergeben. Das Wappen wurde von Wilhelm Krieg gestaltet und am 30. August 1967 durch den braunschweigischen Verwaltungspräsidenten genehmigt. | |

## Kultur und Sehenswürdigkeit

### Musik
Bekannt wurde der Ort auch durch das gleichnamige Album des Popduos Rosenfels, deren Künstler beide aus Schandelah stammen.

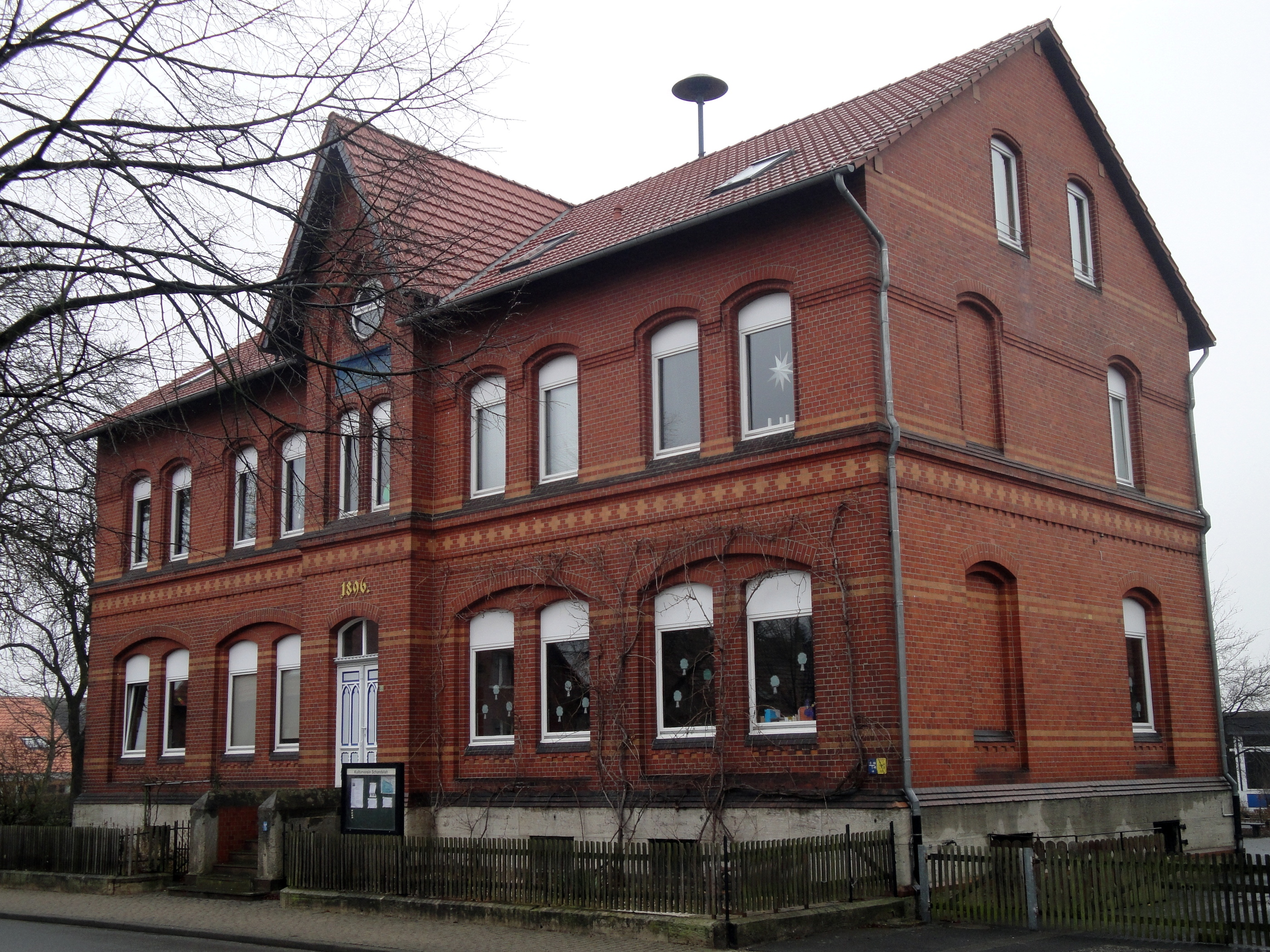
Alte Schule Schandelah

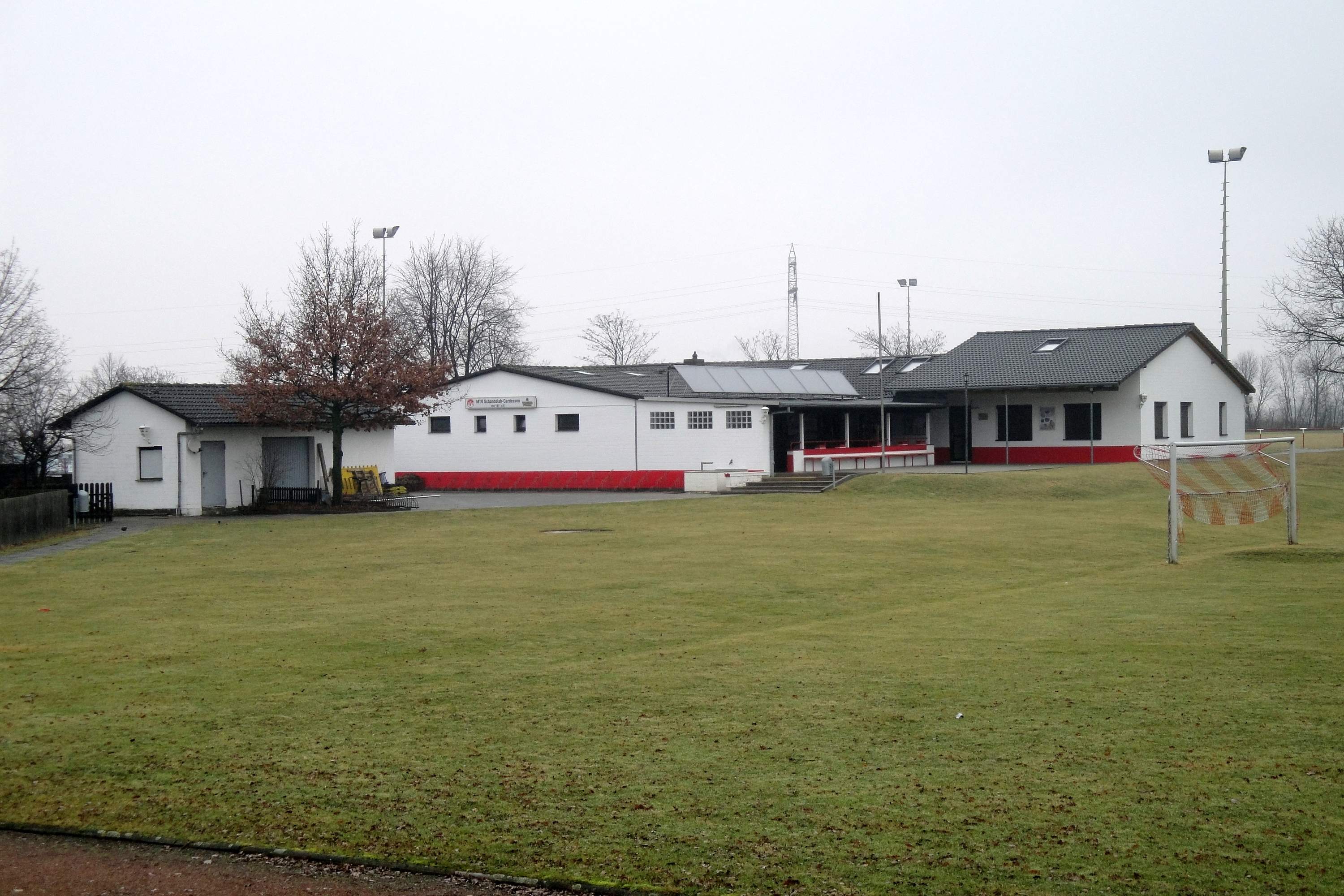
Sportheim Schandelah

### Bauwerke

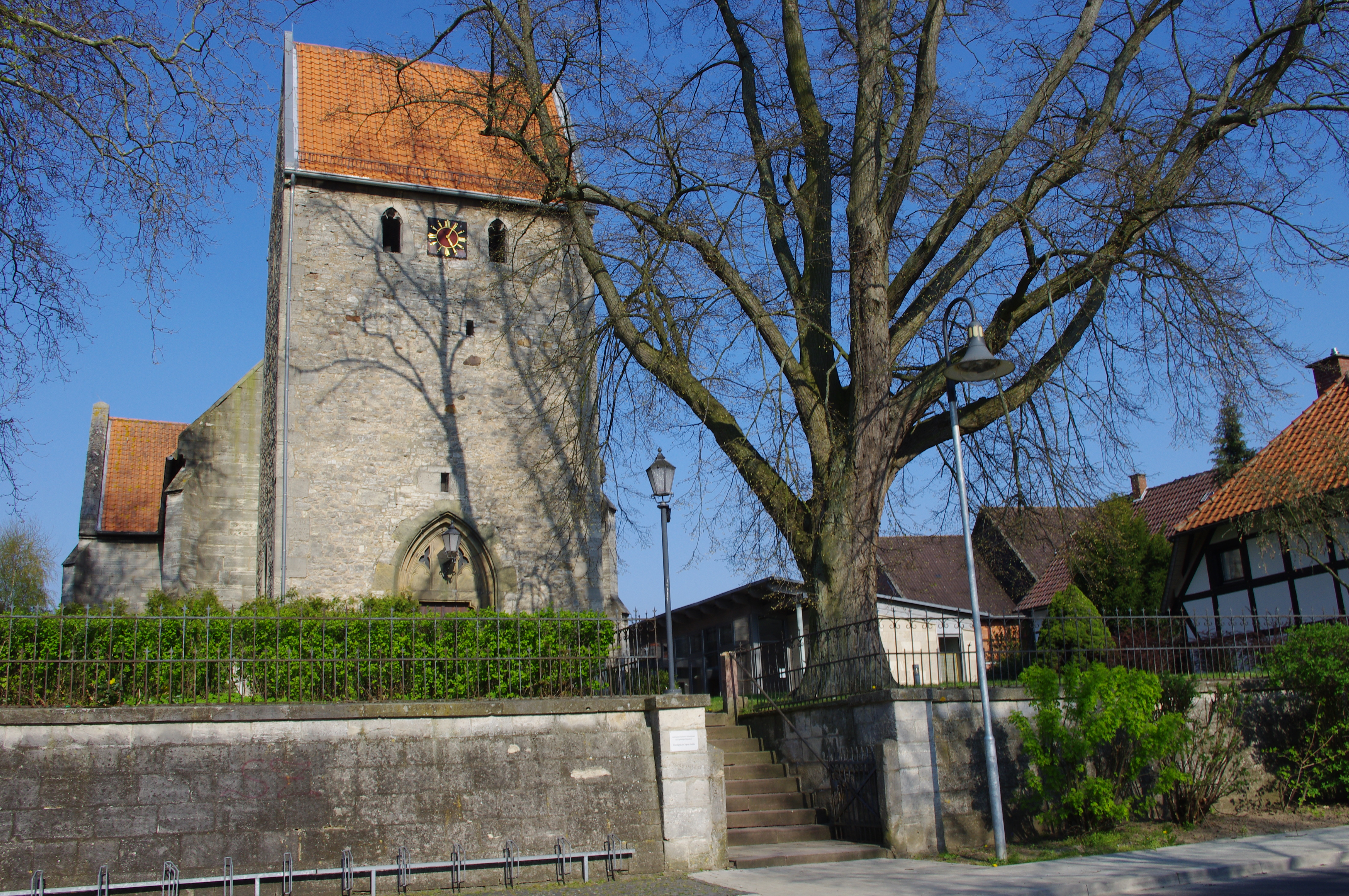
St.-Georg-Kirche

Im Zentrum des Ortes befindet sich die evangelisch-lutherische St.-Georg-Kirche.
In der Alten Schule Schandelah ist heute der Sitz des Kulturvereins.

### Vereine
Neben dem Kulturverein gibt es in Schandelah noch weitere aktive Gruppen und Vereine, die das soziale Zusammenleben im Dorf prägen. Zu erwähnen sind der Seniorenkreis, die Tanzgruppe „Heart of Dance“ sowie der Schützenverein des Ortes, der im Jahr 2013 sein 50-jähriges Bestehen feierte. Alle Vereine führen traditionsreiche Veranstaltungen wie Volkskönigschießen (siehe Schützenkönig), Fackelumzug (Schützenverein) oder Tanzvorführungen (Heart of Dance) und Seniorentreffen (Altenkreis) durch.
Der MTV Schandelah feierte im Jahr 2011 sein 100-jähriges Bestehen.
Unter dem Dach der „Vereinigten Vereine“ organisieren die ansässigen Gruppen auch gemeinsame Veranstaltungen, um die Bekanntheit im Dorf, gerade bei Neubürgern, weiter zu steigern.

### Regelmäßige Veranstaltungen
Schandelah ist eine „Karnevals-Hochburg“ in der Gemeinde Cremlingen. Die Karnevalsfeiern und das Büttenfrühstück der Jungen Gesellschaft Schandelah e. V. haben eine lange Tradition. Schandelah besitzt einen eigenen Wagen beim Karnevalsumzug in Braunschweig.

## Wirtschaft und Infrastruktur

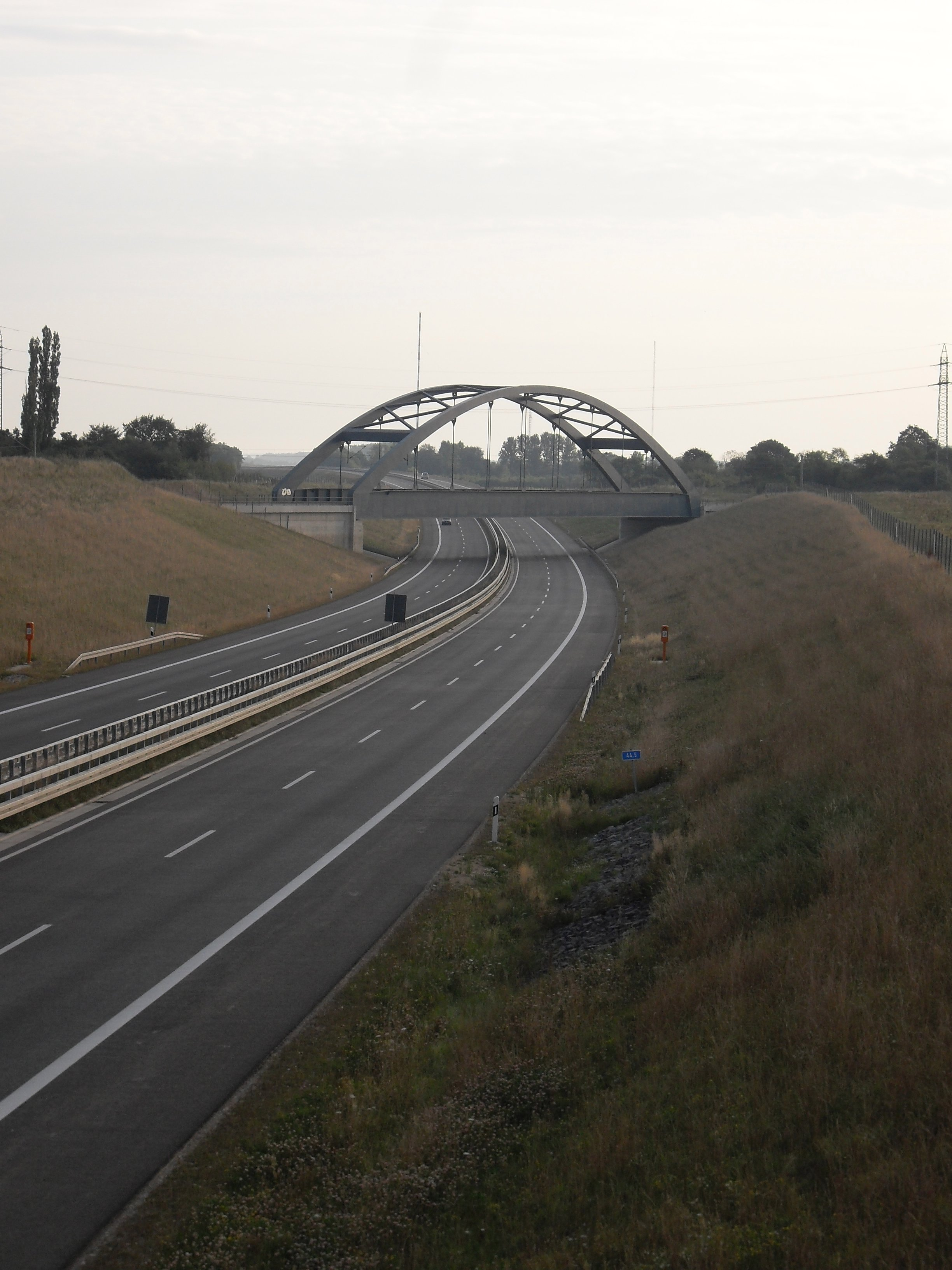
Eisenbahnbrücke über die A39 bei Schandelah

### Unternehmen
Die Firma Auerswald GmbH & Co. KG, ein Hersteller von Telekommunikationsanlagen, unterhält am Ort eine Produktionsstätte.
Ehemals in Schandelah war die ELWE Lehrsysteme GmbH, ein Hersteller von Lehrmitteln für den Physik-, Chemie- und Biologieunterricht an Schulen, ansässig.

### Verkehr
Der Ort hat als Zugang zu öffentlichen Verkehrsmitteln einen Bahnhof an der Bahnstrecke Braunschweig–Magdeburg, der von einem im Empfangsgebäude untergebrachten Stellwerk aus dem Jahre 1979 gesteuert wird. Von 1902 bis 1975 zweigte hier die Bahnstrecke Schandelah–Oebisfelde ab. Heute hat der Bahnhof drei Gleise und wird im Personenverkehr von DB Regio bedient. Die Regionalbahn-Linie RB 40 verkehrt im Stundentakt zwischen Braunschweig Hbf und Magdeburg (Stand 2025).
Südlich des Ortes verlaufen die Bundesautobahn 39 und die Bundesstraße 1.

## Söhne und Töchter des Ortes
- Robert Naumann (1890–1979), Kunstmaler